# (((echo)))
(((echo))) und dreifache Klammern (englisch: triple parentheses) sind Bezeichnungen für ein antisemitisches Symbol, das daraus besteht, die Namen von Personen oder Organisationen mit dreifachen Klammern hervorzuheben, die vermeintlich eine „jüdische Identität“ hätten oder „anti-weiße“ politische Positionen verträten.
Die Praxis entstand 2014 in den Vereinigten Staaten, initiiert durch den Alt-Right-Blog The Right Stuff; die Herausgeber des Blogs hatten erklärt, die dreifachen Klammern sollten symbolisieren, dass die historischen Taten der Juden dazu geführt hätten, dass ihre Namen „durch die Geschichte hallen“ („all Jewish surnames echo through history“). Die dreifachen Klammern wurden daraufhin vor allem auf Twitter und 4chan von Antisemiten, Neonazis und weißen Nationalisten als Online-Stigmatisierung benutzt, um Personen mit jüdischem Hintergrund als Ziel für Online-Belästigungen, Diskriminierung und Hassrede zu identifizieren, wie beispielsweise jüdische politische Journalisten, die Donald Trump im Präsidentschaftswahlkampf 2016 kritisiert hatten. Die gegen Antisemitismus eintretende Nichtregierungsorganisation Anti-Defamation League führt seit 2016 die dreifachen Klammern in ihrer Datenbank der Hasssymbole. Seitdem die Verwendung im Juni 2016 bekannt wurde und öffentlich diskutiert wurde, solidarisierten sich weltweit zahlreiche Journalisten und Nutzer sozialer Medien mit den Betroffenen und führten selbst die drei Klammern um ihre Namen.